# Heiner Koch
Heiner Koch, född 13 juni 1954 i Düsseldorf i Västtyskland, är en tysk romersk-katolsk ärkebiskop. Han är sedan 2015 ärkebiskop i Berlins ärkestift. Koch var mellan 2006 och 2013 titulärbiskop i Köln, och biskop mellan 2013 och 2015 i Dresden-Meissen.

## Biografi
Koch föddes den 13 juni 1954 i Düsseldorf, dåvarande Västtyskland. Han studerade teologi och filosofi vid Bonns universitet. Han prästvigdes i Kölnerdomen den 13 juni 1980.
Han utnämndes till titulärbiskop i Kölns ärkestift den 17 mars 2006 av påve Benedictus XVI. Han biskopsvigdes den 7 maj 2006 av Joachim Meisner. Han utsågs till biskop av Dresden-Meissen av Benedictus XVI den 18 januari 2013.

### Ärkebiskop av Berlin
Koch utsågs till ärkebiskop av Berlins ärkestift den 8 juni 2015 av påve Franciskus. Han är ordförande för kommissionen för äktenskap och familj i den tyska biskopskonferensen.

## Ställningstaganden
Koch är motståndare till homosexuella äktenskap. Han vidhåller kyrkans förståelse av att äktenskapet är mellan en man och en kvinna. 
Mot bakgrund av övergreppsskandalerna i katolska kyrkan har Koch sett behovet av reformer inom kyrkan. Koch menar till exempel att celibat inte behöver vara den enda vägen för dem som vill bli präster.
Koch är postitiv för att öppna upp för diakonvigning av kvinnor.